# Via Embratel
Via Embratel foi uma operadora de televisão por assinatura brasileira pertencente a Embratel. Os serviços eram oferecidos por meio do novo satélite Star One C2 lançado em abril. Sua transmissão digital era feita pelo sistema DTH (Direct to Home) por banda KU através de uma mini-antena parabólica e de um receptor digital Em dezembro de 2008 a empresa começou a oferecer o serviço de TV por assinatura denominado Via Embratel. A partir de 1 de março de 2012 o serviço de TV por assinatura passou a se chamar Claro TV.

## História
Em 16 de dezembro de 2008 a Embratel estreia o serviço de televisão por assinatura Via Embratel.
A Via Embratel era uma operadora de televisão por assinatura via satélite, cujo satélite era da própria Embratel, StarOne C2, de banda larga e telefonia via VOIP. Já o Via Embratel Fone e a Via Embratel Banda Larga eram levados até o cliente através da rede de cabos da Embratel. A Embratel também mantém participação acionária em outra operadora de TV paga via cabo, a NET; e, a fim de ampliar ainda mais seu mercado, se estendeu à TV por satélite. 
Em setembro de 2011 a empresa obteve aumento de 23% de assinantes, no segundo trimestre tinha 1.589 milhão de assinantes para 1.964 milhão sendo a operadora de TV que mais cresceu no terceiro trimestre de 2011.

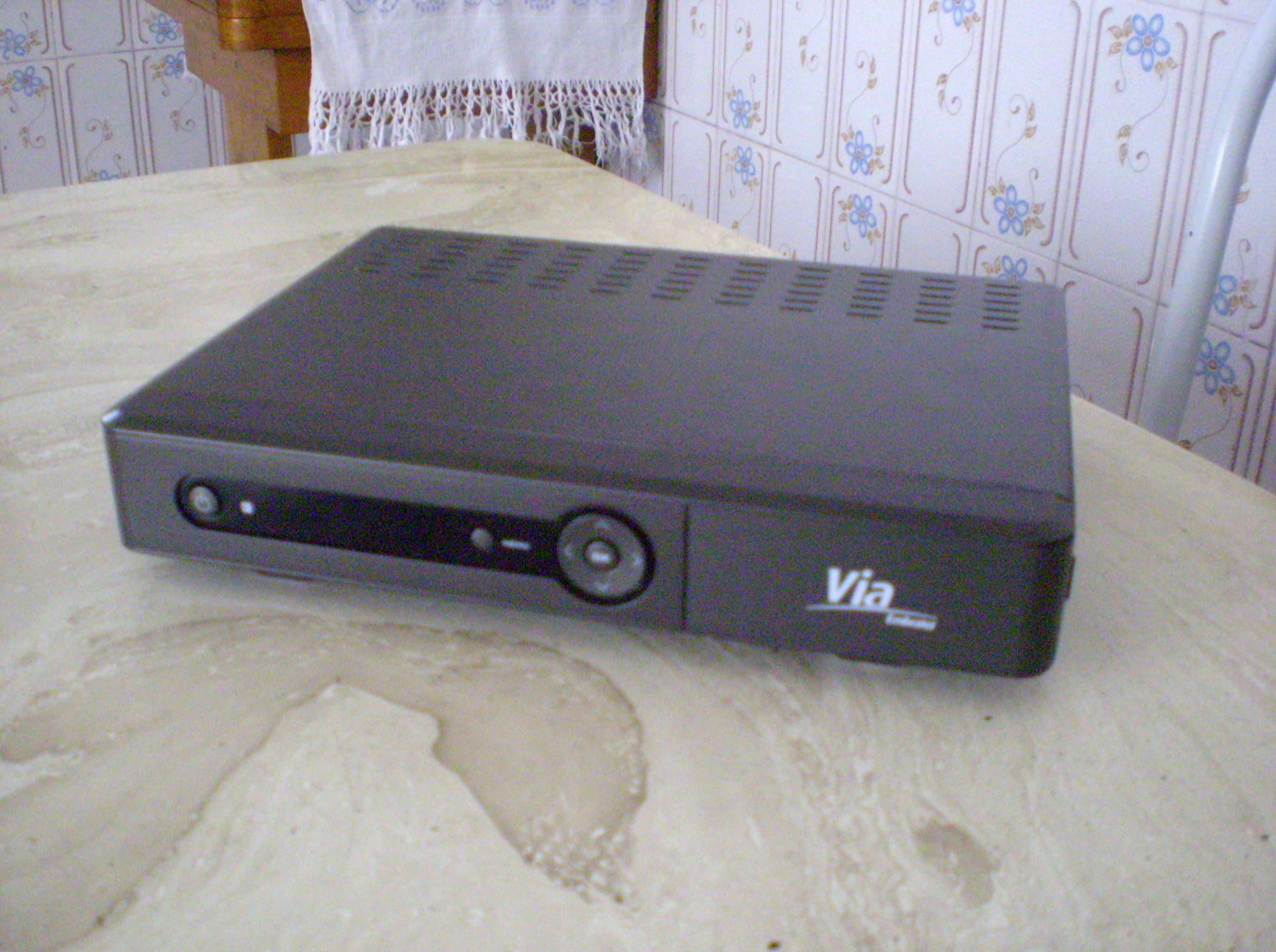
Receptor N5166, segundo modelo de receptor da Via Embratel: fabricado pela Coship, com as mesmas características do modelo N8102H, exceto pela ausência do conector USB e da entrada para antena parabólica Banda C.

Em 2 de junho de 2010 ela iniciou a venda de pacotes com transmissão em HD, inicialmente para os estados de São Paulo e Rio de Janeiro. Nove canais estrearam e foram adicionados aos pacotes Família HD, Família Telecine HD, Família HBO HD e Família Cinema HD.

### Mudança de nome

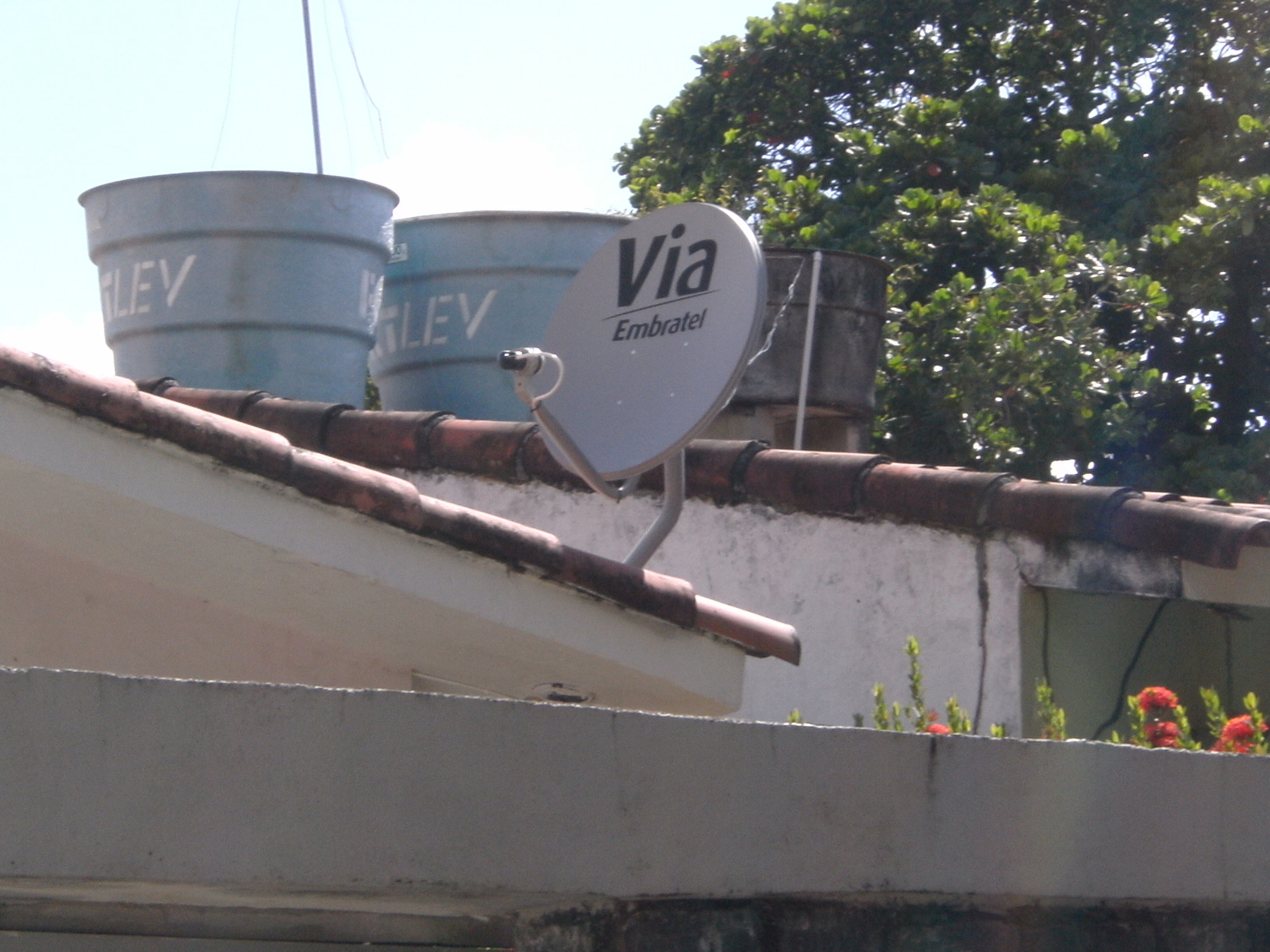
Mini-Antena Parabólica da Via Embratel numa casa em Jaboatão dos Guararapes.

A partir do dia 1 de março de 2012, a empresa passou a se denominar o nome Claro TV. No mesmo dia, estreou o canal Warner Channel em HD.
Em janeiro de 2015 para a unificação da marca, a Via Embratel foi incorporada pela Claro, assim deixando de existir antigos e distintos CNPJ, agora somente como companhia aberta Claro S.A, mas ainda mantendo a marca NET, em separado como Embratel. A Claro TV atualmente está sendo administrada e comercializada pela NET.
A Via Embratel tinha atuação em todo o Brasil, pois atuava no setor de TV por assinatura via satélite. Já a 'Via Embratel Banda Larga e o Via Embratel Fone estavam disponíveis apenas em algumas cidades dos estados Mato Grosso, Pará, Piauí, Rio de Janeiro, Rio Grande do Norte, Maranhão e São Paulo.
Os canais oferecidos pela Via Embratel estavam disponíveis no satélite StarOne C2, utilizando a faixa de frequências da Banda Ku. A Via Embratel atuava em cidades diferentes da NET nos seguimentos de banda larga e telefonia.